# XI Cumbre Iberoamericana
La XI Cumbre Iberoamericana de Jefes de Estado y Presidentes de Gobierno de los 21 países miembros de habla española y portuguesa, se celebró en Lima, Perú, los días 23 y 24 de noviembre de 2001. 
El lema de la cumbre fue "Unidos para construir el mañana". Alejandro Toledo, Presidente Constitucional de la República del Perú, fue el encargado de presidir la cumbre.
Destacable fue que se lograron acuerdos en puntos clave, tanto en el pronunciamiento contra el terrorismo como en los compromisos de acciones comunes en materia financiera y comercial. También se estableció una demanda unánime contra el proteccionismo del Norte. Fernando Henrique Cardoso, presidente de Brasil, consiguió para los países del Sur, reclamar una apertura de los mercados de los países del Norte y la reducción de sus subvenciones a la exportación. También se trataron los graves problemas por los que atravesaba Argentina, apoyando los esfuerzos de su Gobierno para sanear la situación fiscal y de deuda pública. Puerto Rico se incorporará a las Cumbres esperando tener una "participación importante" en la próxima Cumbre.

## Participantes

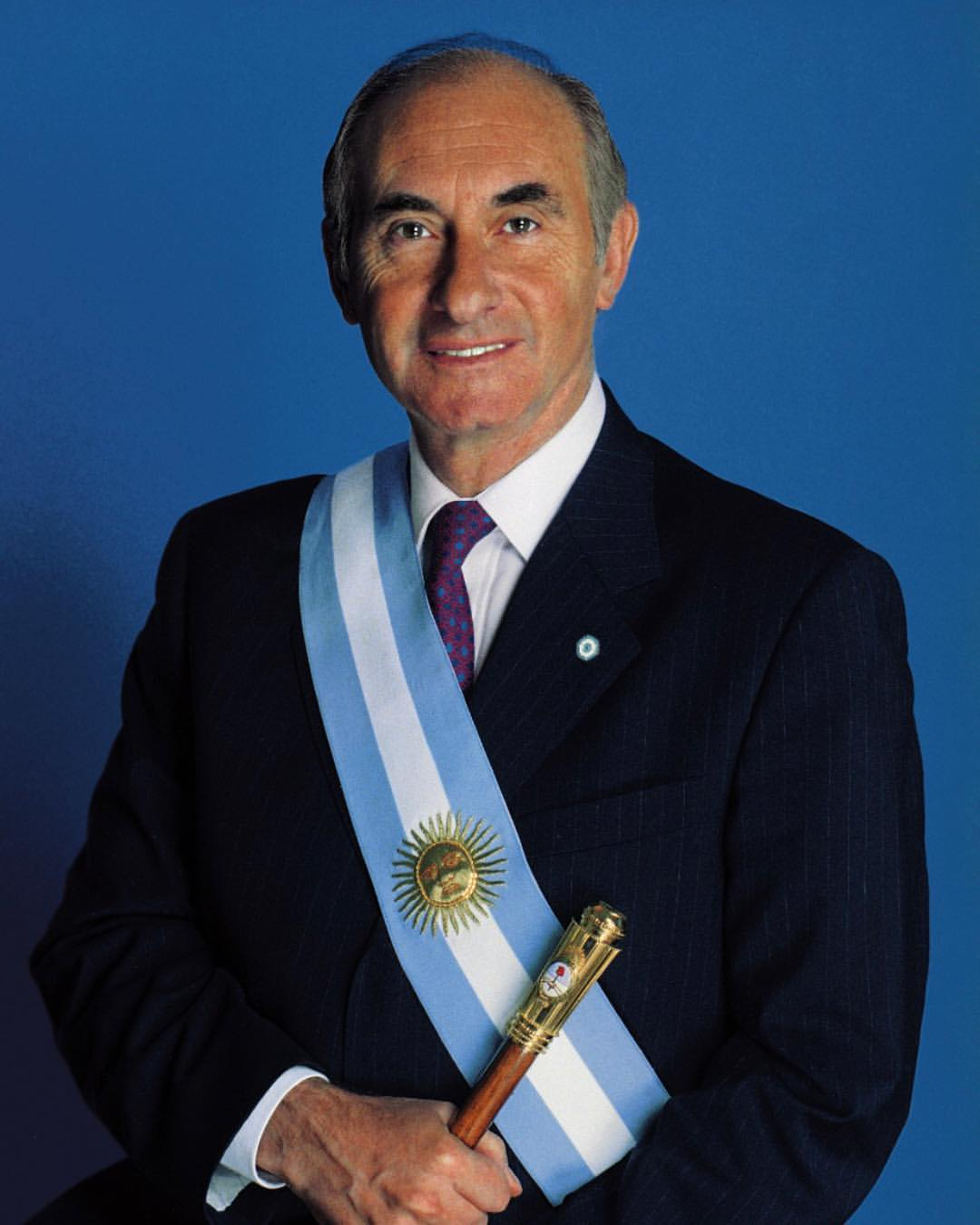
ARG Fernando de la Rúa, Presidente
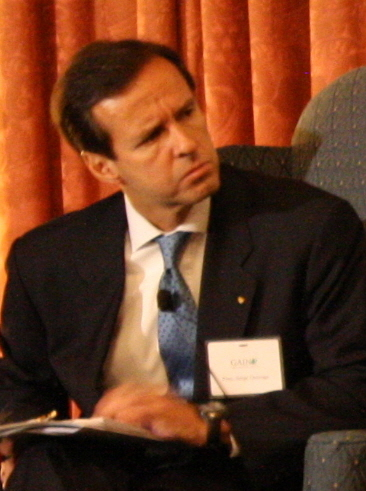
BOL Jorge Quiroga Ramírez, Presidente
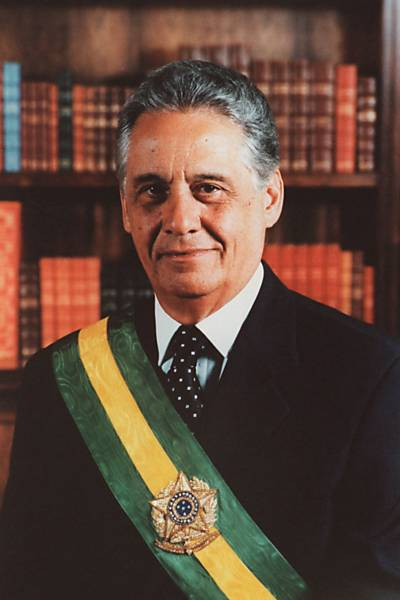
BRA Fernando Henrique Cardoso, Presidente
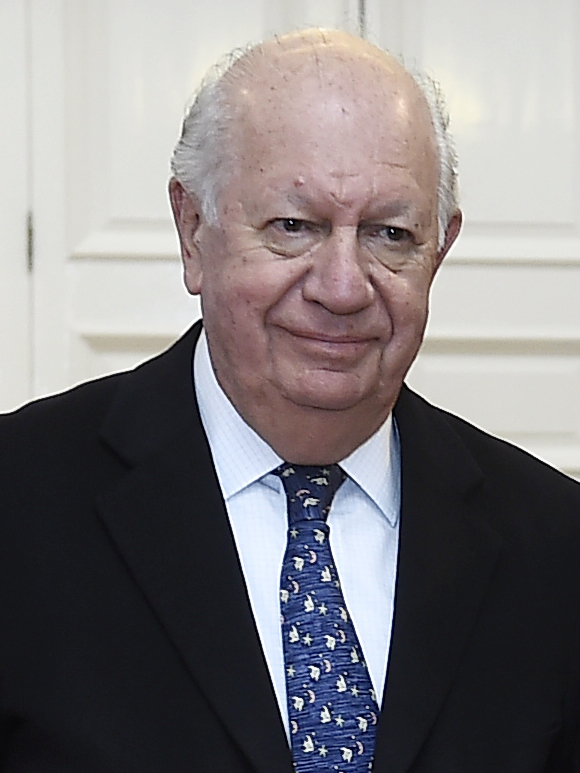
CHI Ricardo Lagos, Presidente
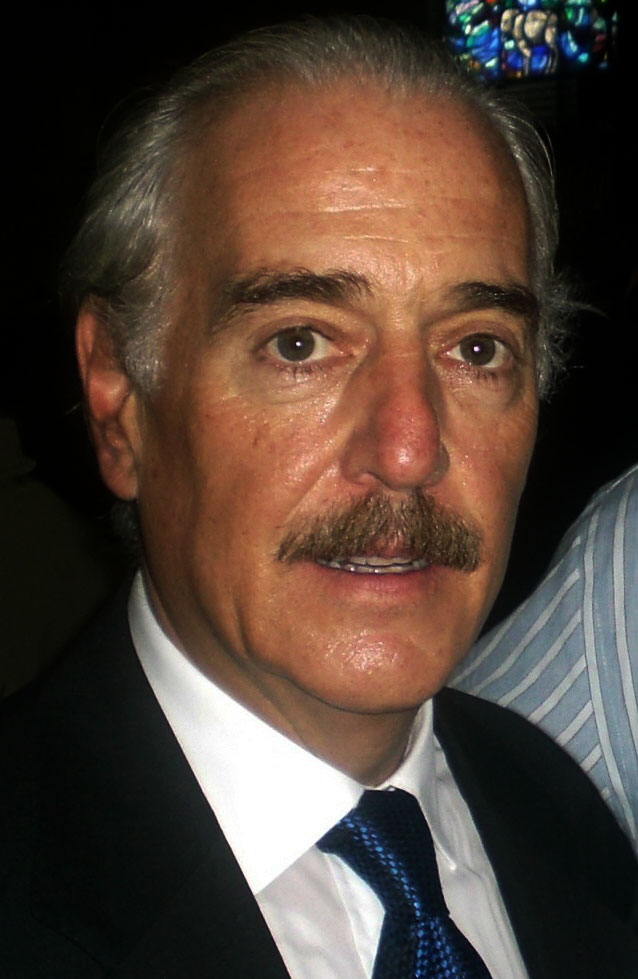
COL Andrés Pastrana, Presidente
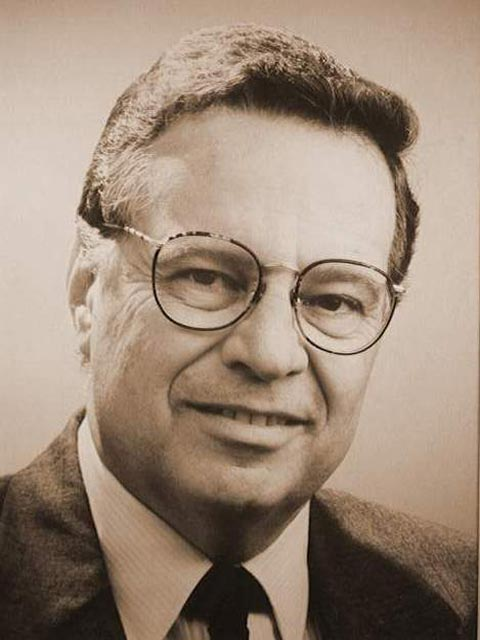
CRI Miguel Ángel Rodríguez, Presidente
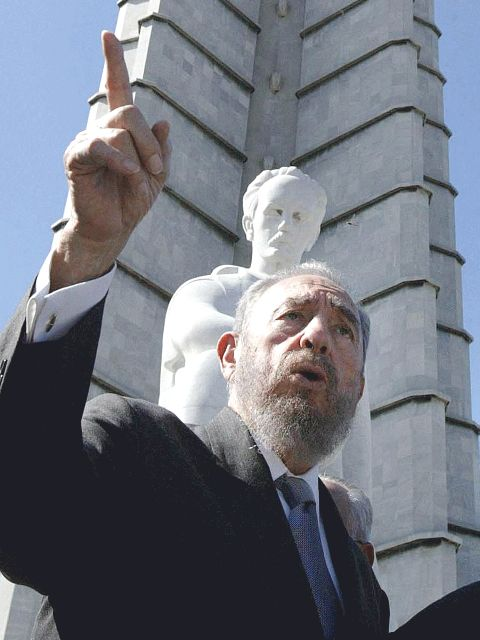
CUB Fidel Castro, Presidente
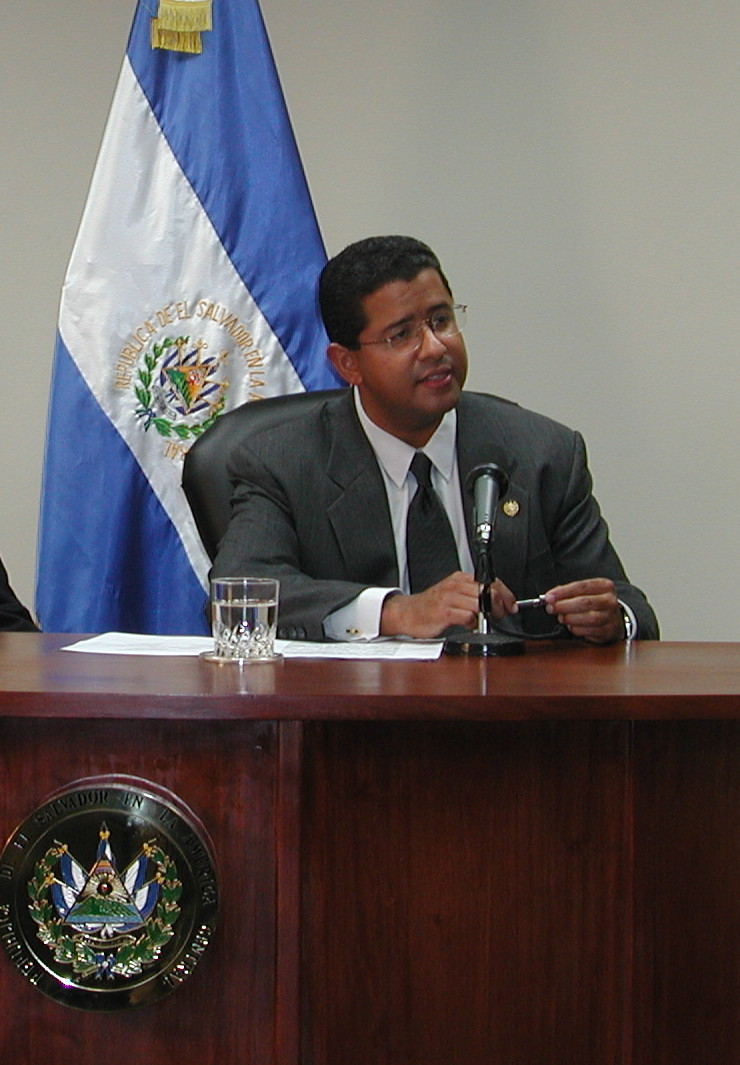
SLV Francisco Flores, Presidente
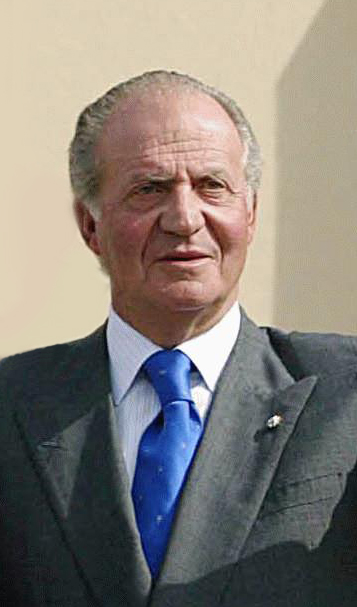
ESP Juan Carlos I, Rey
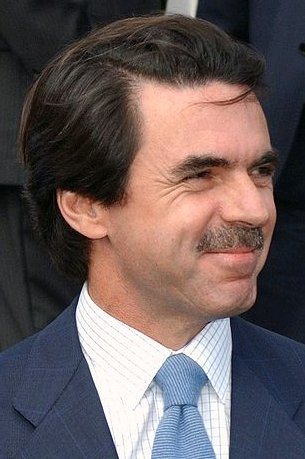
ESP José María Aznar, Presidente del Gobierno
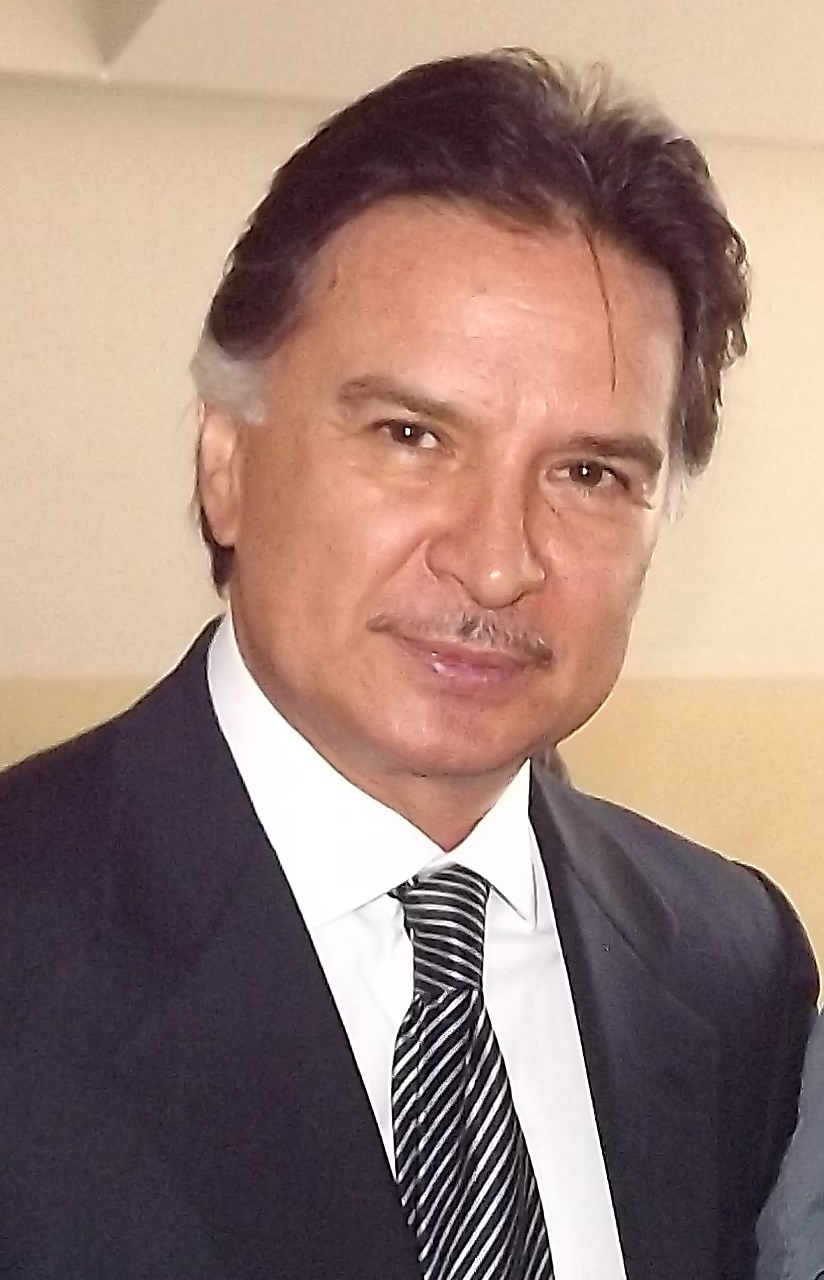
GTM Alfonso Portillo, Presidente
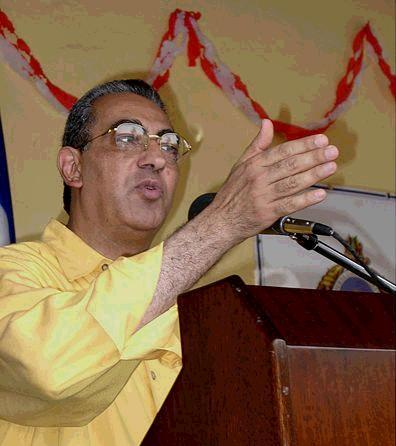
HON Carlos Flores Facussé, Presidente
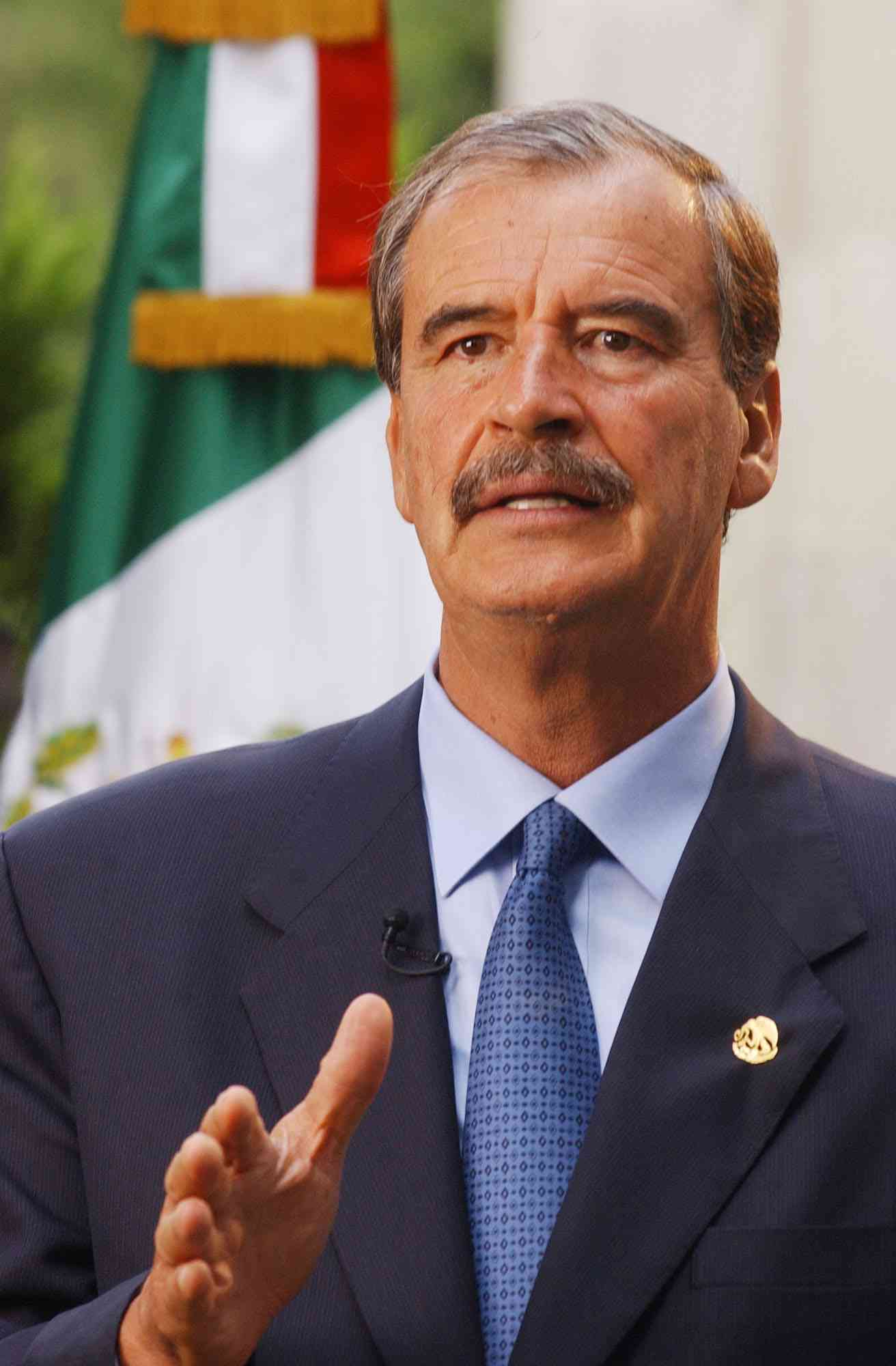
MEX Vicente Fox Quesada, Presidente
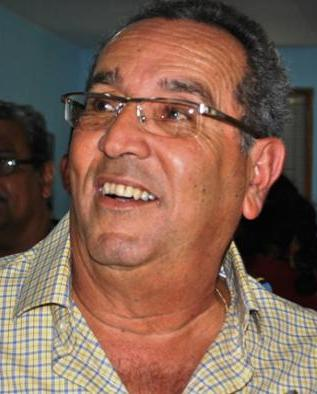
NIC Arnoldo Alemán, Presidente
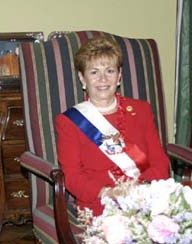
PAN Mireya Moscoso, Presidenta
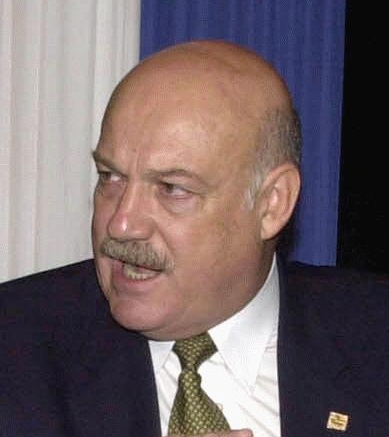
PAR Luis Ángel González Macchi, Presidente
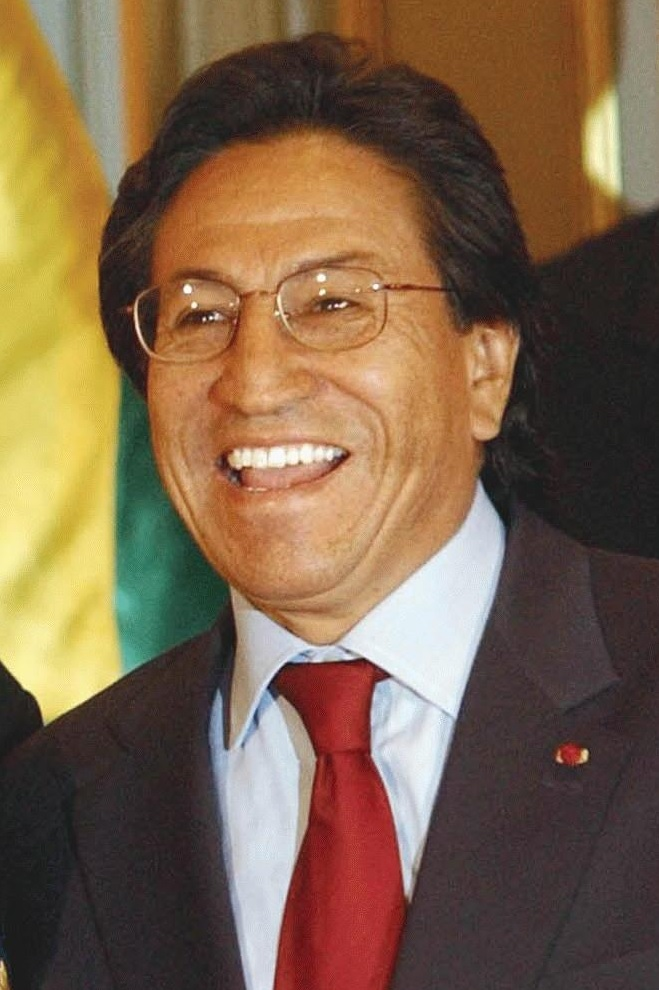
PER Alejandro Toledo Manrique, Presidente (anfitrión)
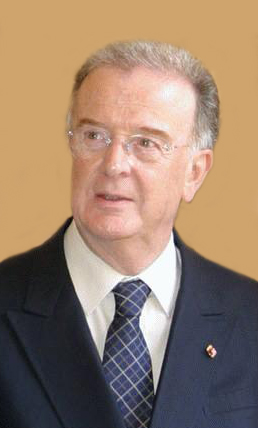
POR Jorge Sampaio, Presidente
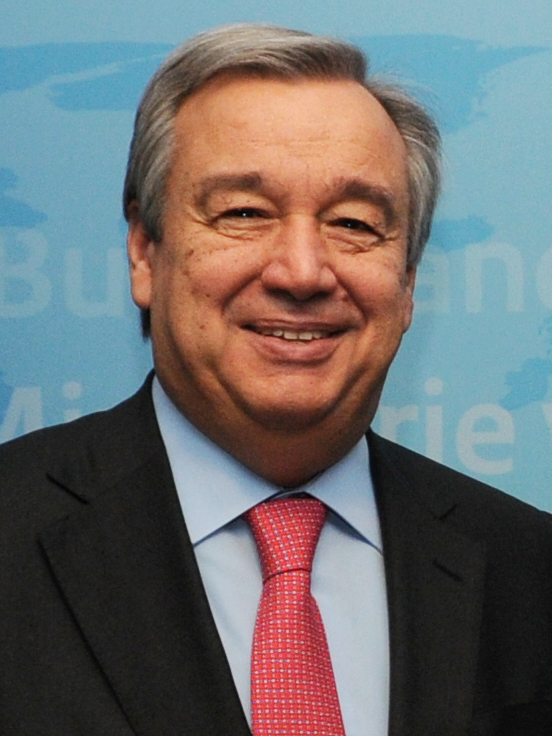
POR António Guterres, Primer Ministro
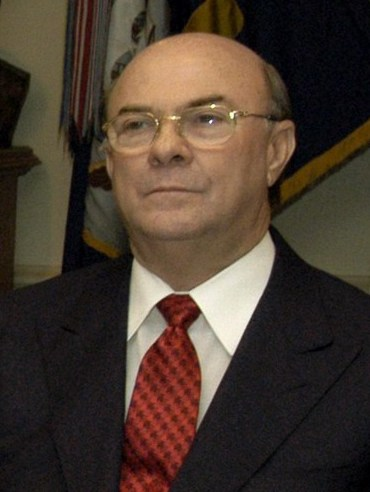
DOM Hipólito Mejía, Presidente
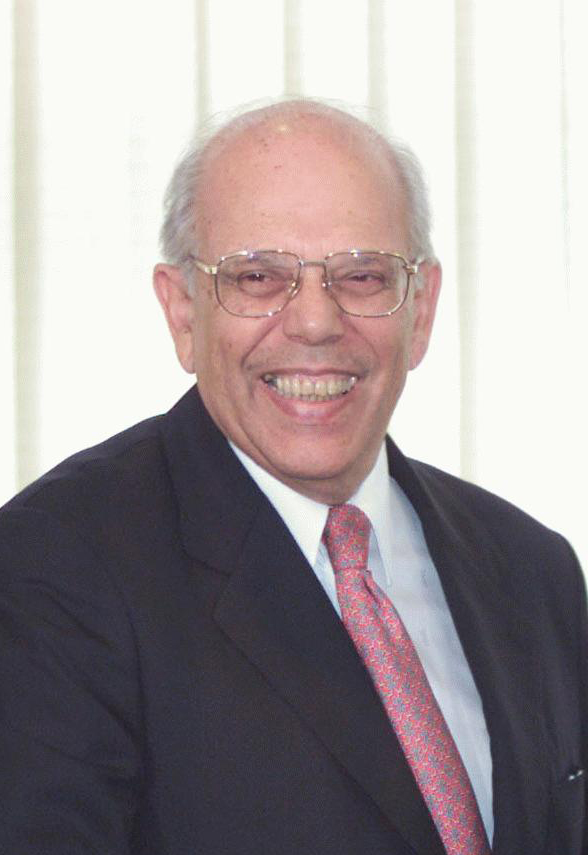
URU Jorge Batlle, Presidente
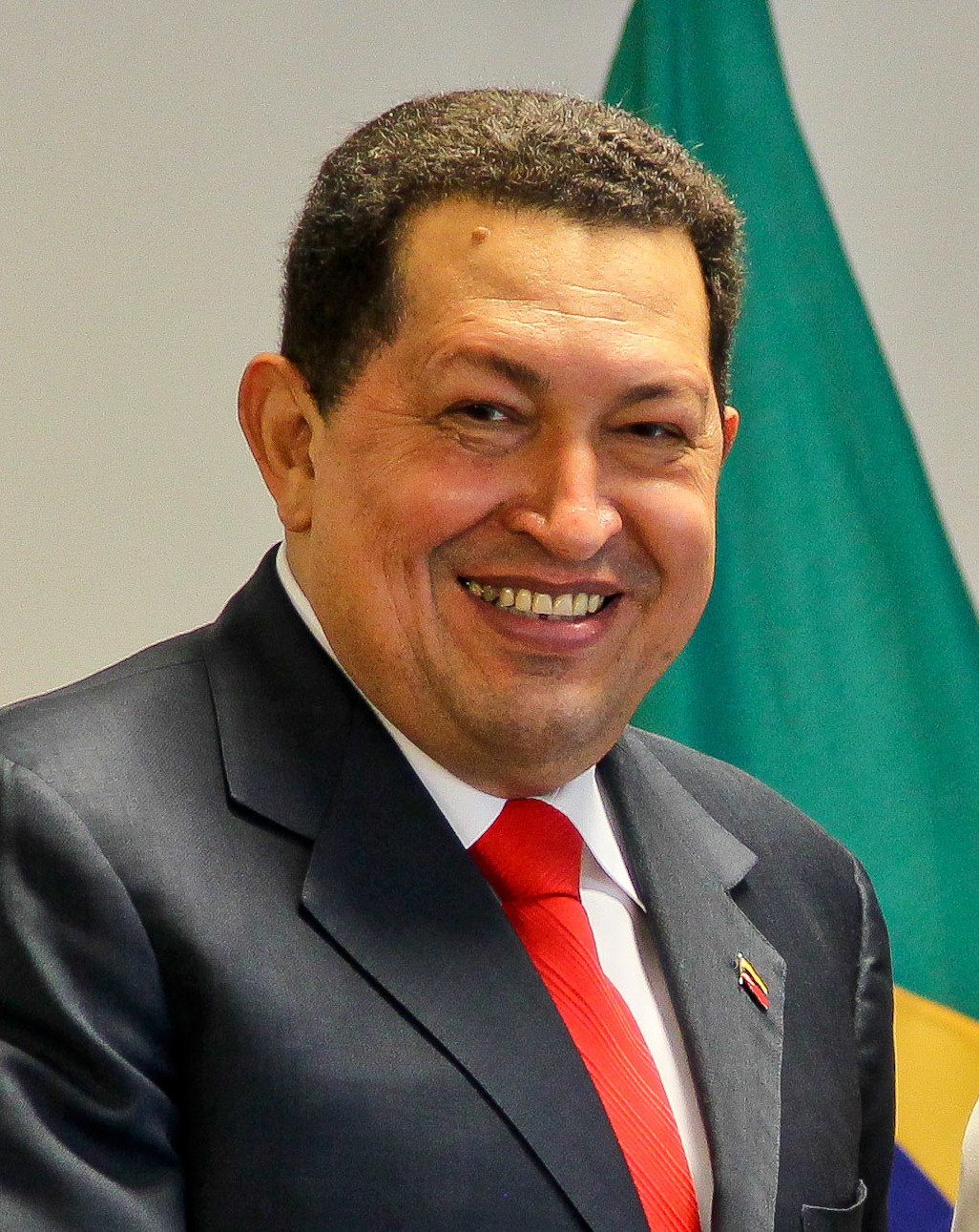
VEN Hugo Chavez, Presidente

- Argentina
Fernando de la Rúa, Presidente
- Bolivia
Jorge Quiroga Ramírez, Presidente
- Brasil
Fernando Henrique Cardoso, Presidente
- Chile
Ricardo Lagos, Presidente
- Colombia
Andrés Pastrana, Presidente
- Costa Rica
Miguel Ángel Rodríguez, Presidente
- Cuba
Fidel Castro, Presidente
- El Salvador
Francisco Flores, Presidente
- España
Juan Carlos I, Rey
- España
José María Aznar, Presidente del Gobierno
- Guatemala
Alfonso Portillo, Presidente
- Honduras
Carlos Flores Facussé, Presidente
- México
Vicente Fox Quesada, Presidente
- Nicaragua
Arnoldo Alemán, Presidente
- Panamá
Mireya Moscoso, Presidenta
- Paraguay
Luis Ángel González Macchi, Presidente
- Perú
Alejandro Toledo Manrique, Presidente
(anfitrión)
- Portugal
Jorge Sampaio, Presidente
- Portugal
António Guterres, Primer Ministro
- República Dominicana
Hipólito Mejía, Presidente
- Uruguay
Jorge Batlle, Presidente
- Venezuela
Hugo Chavez, Presidente